# 톰 타일러

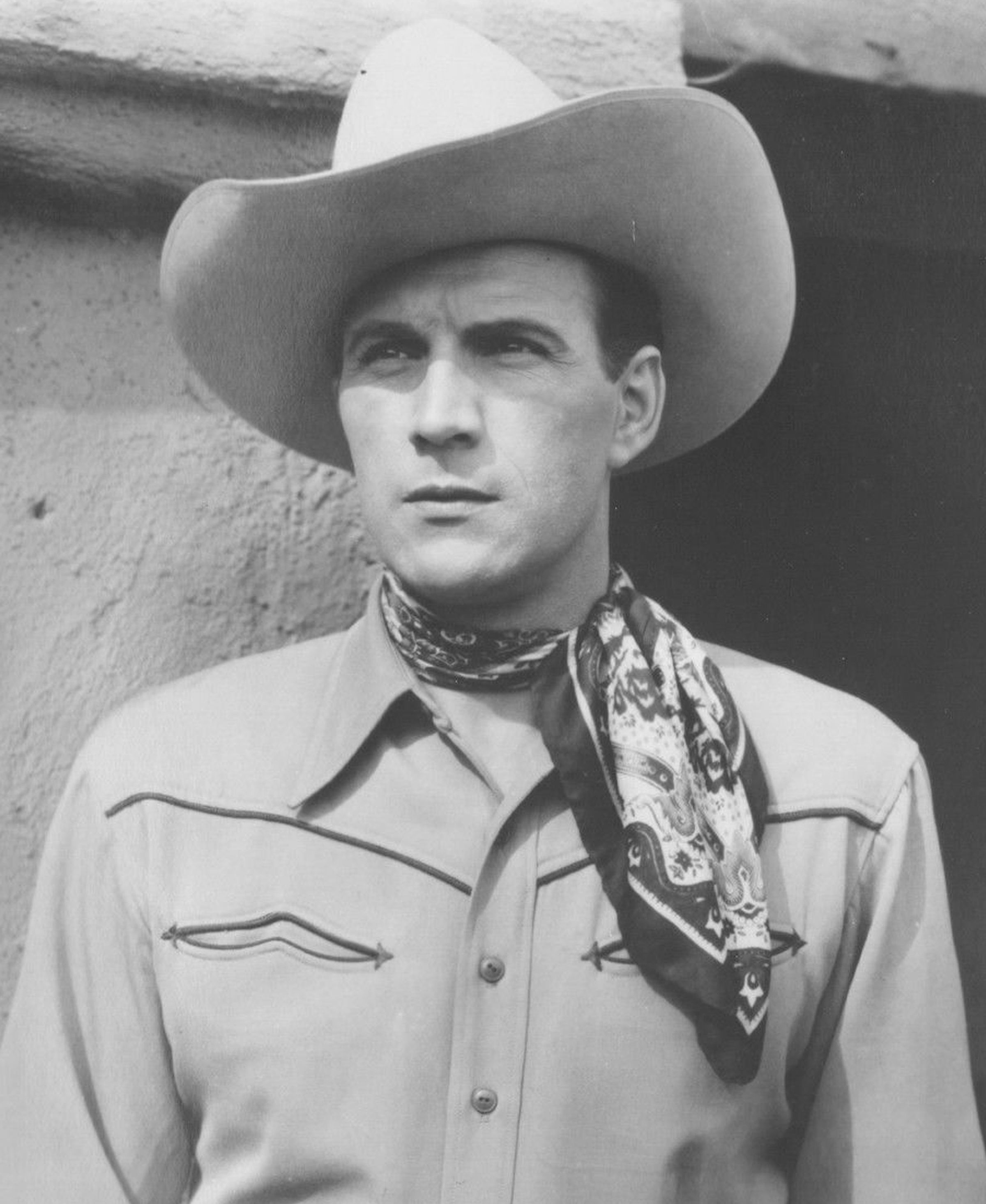

톰 타일러(Tom Tyler, 1903년 8월 9일 ~ 1954년 5월 1일)는 미국의 배우, 영화배우이다.
에식스군 (뉴욕주)에서 태어났다.

## 영화
- 사반나의 미소 (1982년)
- 교차로 여행자 (1953년)
- 왓 프라이스 글로리 (1952년)
- 더 뷰티풀 브론드 프럼 배쉬풀 벤드 (1949년)
- 황색 리본을 한 여자 (1949년)
- 샌 안토니오 (1945년)
- 미이라의 저주 (1944년)
- 팬텀 (1943년)
- 미이라의 무덤 (1942년)
- 사랑의 별장 (1942년) - 클라이드 브라켄 역
- 벅 프라이빗 (1941년)
- 캡틴 마블의 모험 (1941년)
- 미이라의 손 (1940년)
- 서부의 사나이 (1940년)
- 분노의 포도 (1940년)
- 모호크족의 북소리 (1939년)
- 역마차 (1939년)
- 벤허 (1925년)